# Костел Різдва святого Йоана Хрестителя (Галущинці)
Костел Різдва святого Йоана Хрестителя в Галущинцях — культова споруда, римо-католицький храм у селі Галущинцях Тернопільської области. Пам'ятка архітектури місцевого значення.

## Відомості
Дерев'яний костел споруджено 1720 р. Пізніше він згорів від удару блискавки. 1851 р. засновано парафіяльну експозитуру.
У 1865—1868 рр. з ініціативи о. Я. Стефана за проєктом Я. Закревського та кошти парафіян збудовано мурований костел, який в 1869 році освятив львівський латинський архиєпископ Францішек Вежхлейський.
У 1888 р. засновано парафію. У 1911 р. святиню відремонтували.
Під час І світової війни було знищено парафіяльний будинок, але храм залишився не ушкодженим. Наприкінці 20-х - на початку 30-х років костел частково відновили. Храм мав збережені до сьогодні головний вівтар св. Йоана Хрестителя бічні Матері Божої з Дитятком і Пресвятого Серця Ісуса, а також муровану дзвіницю з двома дзвонами 1868 року. Наприкінці міжвоєнного періоду парафію чисельність понад 2500 вірян обслуговував адміністратор о. Казимир Цешановський
Після Другої світової війни місцевий парох отець-канонік Броніслав Мірецький, як один із небагатьох священнослужителів Львівської архідієцезії, залишився в Україні, завдяки чому костел у Галущинцях залишився відкритим. Отець Мірецький служив до кінця свого життя і був похований на сільському кладовищі у 1986 році.
24 червня 2018 р. архиєпископ Мечислав Мокшицький освятив новий головний престол.